# Anisopappus fruticosus
Anisopappus fruticosus là một loài thực vật có hoa trong họ Cúc. Loài này được S.Ortiz & Paiva mô tả khoa học đầu tiên năm 2001.